# Dicranomyia multisignata
Dicranomyia multisignata är en tvåvingeart som först beskrevs av Alexander 1936.  Dicranomyia multisignata ingår i släktet Dicranomyia och familjen småharkrankar. Inga underarter finns listade i Catalogue of Life.